# José Eduardo Villalba Rubio
José Eduardo Villalba Rubio (Toledo, 1882 – Madrid, 1960) va ser un militar espanyol, fill de l'antic ministre de guerra José Villalba Riquelme, fundador de la Legió Espanyola, i germà d'Álvaro Villalba Rubio, Carlos Villalba Rubio, Ricardo Villalba Rubio, Antonio Villalba Rubio i Fernando Villalba Rubio, tots oficials que van combatre en el bàndol Nacional durant la guerra civil espanyola, mentre que José Eduardo ho feia a favor de la República. Fou cap militar de Màlaga quan es va perdre per a la República al febrer de 1937.

## Biografia
Era fill del general José Villalba Riquelme, ministre de la guerra en els anys 1919-20 i de Luz Rubio Rivas, va tenir cinc germans tots ells militars de l'exèrcit espanyol, Ricardo Villalba Rubio, Antonio Villalba Rubio, Álvaro Villalba Rubio, Fernando Villalba Rubio i Carlos Villalba Rubio, Va tenir, a més, quatre germanes: Luz, Adela, María Luisa i Isabel, casades amb oficials de l'exèrcit espanyol.
Cas amb María Luisa Gómez-Jordana i Sousa filla de Capità general Francisco Gómez-Jordana Sousa, alt comissari del Protectorat espanyol del Marroc i va tenir dos fills Carlos Villalba Gómez-Jordana i José Luis Villalba Gómez –Jordana, oficials de l'exèrcit espanyol. José Eduardo Villalba Rubio està vinculat a dues dinasties de gran tradició militar a Espanya.

## Els seus inicis
Ingressa en l'Acadèmia d'Infanteria com a alumne el dia 31 d'agost de l'any 1904 i surt amb el grau de 2n Tinent el 13 de juliol de l'any 1908, amb seu pare com a Coronel director d'aquesta acadèmia. Després d'un curt període a Barcelona en el Batalló de Caçadors Alfons XII Nº 15 s'incorpora al teatre d'operacions d'Àfrica.

## Guerra del Marroc
El 15 de juliol de l'any 1909 surt al costat del seu batalló camí de Melilla, incorporant-se seguidament a la columna que manava el Coronel Ignacio Axo. Rep la seva primera Creu de 1a classe del Mèrit Militar amb distintiu vermell pels seus mèrits en els combats mantinguts el 27 de juliol a la Lloma de Aif-aixa, barranc del Llop, contraforts del Gurugú.
És nomenat Primer Tinent en proposta extraordinària i entre 1909 i 1913 passa per diferents regiments: Batalló Caçadors Alfons XII N. 15, Regiment d'Infanteria Isabel I N. 32, Regiment d'Infanteria Ceriñola N. 42, Regiment Infanteria Serrallo N. 69, en les forces indígenes de Melilla, al regiment d'Infanteria Alcántara N. 58. Entre 1913 i 1915 és destinat a les forces de policia indígena de Melilla, antecessores de les forces Regulars, i rep nombroses citacions per fets distingits en combat.
Després d'una curta destinació a Barcelona torna a Àfrica, al Gabinet Militar de l'Alt Comissari Espanyol al Marroc, en la Prefectura de l'Estat Major de l'Exèrcit d'Espanya a Àfrica. Més tard va ser destinat al grup de Forces Regulars Indígenes de Tetuan N. 1 on presta servei fins a primers de 1919 que passa a ser instructor de la Mehal-la Jalifiana, amb la que va combatre per restaurar les posicions espanyoles després del desastre d'Annual.
Va combatre en la campanya de 1924-25 al comandament de la segona bandera de la Legió Espanyola, que havia fundat el seu Pare José Villalba Riquelme quan va ser Ministre de la Guerra el 1920, rebent nombroses condecoracions i diverses ferides, i fou felicitat de forma oficial en nombroses ocasions

## Desembarcament d'Alhucemas
El dia 8 de setembre de 1925 participa el desembarcament d'Alhucemas dirigint les "Harcas" de Regulars al costat de les tropes legionàries al comandament de tinent coronel Francisco Franco, després de la batalla és destinat a manar segona Bandera de la Legió Espanyola i combat arreu del Protectorat Espanyol al Marroc rebent nombroses condecoracions Posteriorment ascendeix a tinent coronel i és destinat a la Guarnició de Ronda, sortint dels escenaris africans.

## Guerra Civil
A principis de 1936 és ascendit a coronel, i a l'abril és nomenat cap de la 2a mitja brigada de la 1a Brigada de muntanya, amb seu a Barbastre i batallons a Barbastre i la Seu d'Urgell.
Durant els mesos següents té coneixement de la preparació de la revolta i se'n mostra partidari. Per tradició familiar, tots els seus germans, cosins, oncles i fins als seus dos fills van estar del costat dels revoltats, per les seves conviccions polítiques i per la seva forma d'entendre Espanya estava amb el bàndol que s'anava a revoltar. Es reunirà amb Miguel Cabanellas Ferrer un parell de vegades i prepara la revolta a Barbastro. Es van concretar activitats en cas que es produís aquesta revolta, El coronel Villalba es faria càrrec de totes les tropes i del comandament de la Guàrdia Civil i declararia l'estat de Guerra a favor de la revolta. No obstant això, en produir-se la revolta canvia d'idea sense que es coneguin bé els motius, encara que potser va poder deure's a la incomunicació pel que fa als altres revoltats, a la pressió anarquista fins i tot dins de les seves pròpies tropes, a la falta d'unitat entre els seus oficials i al fracàs de la revolta a Madrid i Barcelona. Segons Emilio Mola, el "director" de la revolta, "va haver-hi defeccions per covardia i les va haver-hi per traïció, i per una mica més: tal, per exemple, el cas del flamant General de Divisió José Eduardo Villalba Rubio, que va exigir vint mil duros, Cent mil pessetes! per revoltar la guarnició de Barbastre, quantitat que, com és lògic, no li vam donar".
Avança sobre Osca amb les seves tropes. Per la seva experiència se li va atorgar el comandament de totes les unitats que assetjaven Osca, atacant la ciutat setembre i octubre sense arribar a conquistar-la. Aviat va tenir alguna discussió amb els caps anarquistes com Durruti per la forma de portar la lluita a Aragó. En alguns documents d'aquest període apareix com a cap del Front d'Aragó, però aquest càrrec ni li va ser atorgat oficialment ni va arribar a exercir-lo, ja que tota la seva labor es va centrar entorn d'Osca.
El 16 de desembre de 1936 Villalba passa a manar la 2a Divisió de l'Exèrcit de Catalunya, amb seu a Girona, càrrec de tipus administratiu, deixant el cèrcol sobre Osca i serà un dels tres caps de l'Exèrcit Popular de Catalunya. El 4 de gener de 1937 és nomenat cap del sector de Còrdova, en substitució d'Hernández Saravia. En produir-se l'atac rebel sobre la costa malaguenya el 14 de gener, Martínez Monge, cap de l'Exèrcit del Sud, es dirigeix a la zona, i davant la deficient organització militar decideix substituir al cap del sector, Hernández Arteaga, per Villalba, que s'incorpora al seu lloc cap al 23 de gener. Cap a l'1 de febrer de 1937 és nomenat cap de l'Exèrcit del Sud, en substitució de Martínez Monge, encara que manté el comandament directe sobre el sector de Màlaga. Quan es produeix l'ofensiva rebel sobre aquesta ciutat, no pot evitar que aquesta caigui, retirant-s'hi el dia 8. Davant aquesta retirada, José Asensio Torrado, sotssecretari del Ministeri de la Guerra, li ordena que torni a la ciutat, ja que aquesta no ha caigut encara, però Villalba desobeeix aquesta ordre. Amb les restes d'unitats intenta fixar el front en la província de Granada, però només l'arribada de reforços a la zona frenarà l'ofensiva dels revoltats.
Com a dada curiosa, en fugir de Màlaga, va deixar pel que sembla entre les seves pertinences la mà incorrupta de Santa Teresa de Jesús que pertanyia a les Carmelites de Ronda. Aquesta relíquia li serà lliurada a Franco, que la portarà fins a la seva mort.
Després de la pèrdua de Màlaga diversos militars, com els Generals José Asensio Torrado, Martínez-Monge i Toribio Martínez Cabrera, juntament amb el mateix Villalba, seran jutjats per traïció. Ja el 21 de febrer de 1937 és destituït del seu càrrec en l'Exèrcit del Sud, i dies després es dicta una ordre de processament contra ell. Romandrà llavors a la presó fins a gairebé el final de la guerra, quan és rehabilitat i nomenat comandant militar de Girona al febrer de 1939, organitzant la retirada a França de les restes de l'exèrcit republicà.
El 12 de febrer surt cap a França, romanent en aquest país fins a 1950, any en què va tornar a Espanya, sent jutjat, condemnat i posteriorment indultat, en concórrer en la seva persona clara desafecció al bàndol roig, que el procés auxilià en moments crítics a persones afins a la Causa Nacional i que havia manifestat en nombroses ocasions que no compartia les idees predominants a la Zona de la nostra Pàtria que va estar sota la dominació roja, de la sentència del Consell de Guerra, reconeixent-se-li el Grau de Coronel en la reserva amb els estipendis corresponents.

## Condecoracions
- Medalla commemorativa dels setges de Saragossa
- Sis Creus de 1a Classe del Mèrit Militar amb distintiu roig
- Medalla de Melilla amb el passador de Beni-bu-Gador
- Dues Creus de 1a Clase de María Cristina
- Medalla d'Àfrica
- Passador de Melilla en la Medalla de la Campanya de Melilla
- Medalla de Marruecos amb el passador “Tetuan”